# Замковий парк (Жовква)
За́мковий парк (парк XVII ст. у місті Жовква) — парк-пам'ятка садово-паркового мистецтва місцевого значення в Україні. Розташований у центральній частині міста Жовква Львівської області. 
Площа 13,9 га. Створена згідно з рішенням сесії Жовківської міської ради від 27 травня 2011 року, що підтримала подання Державного управління охорони навколишнього середовища у Львівській області від 24 травня 2011 року № 140. Перебуває у віданні Жовківської міської ради.

## Загальні відомості
Парк є одним з небагатьох в Україні прикладів садово-паркового мистецтва XVII ст., завдяки чому викликає значне наукове зацікавлення. 
Замковий парк розміщений у центральній частині міста, на території та в охоронній зоні Державного історико-архітектурного заповідника «Жовква». Він був композиційно поєднаний з Жовківським замком — пам'яткою архітектури національного значення, ренесансним комплексом міста. 

## Історія

### Період Жолкевського
Історія парку нерозривно пов'язана з історією створення Жовківського замку і міста Жовкви, закладених наприкінці XV ст. з наказу польного гетьмана коронного, каштеляна львівського Станіслава Жолкевського. До середини XVI ст. замок у першу чергу виконував оборонну функцію. Збереглись свідчення сучасників, що навколо замку був створений сад неймовірної краси для дружини власника Реґіни Жолкевської з Гербуртів. До його створення очевидно були причетні будівничі з Львова, що зводили замок, місто і походили з Італії — Павло Щасливий чи Амвросій Прихильний, Павло Римлянин. Імовірно, сад міг розміщуватись на невеликій ділянці землі, що лежала поміж замком і болотистим руслом тоді повноводної річки Свиня. Після загибелі Станіслава Жолкевського 1620 у битві під Цецорою зросла загроза татарських нападів і з 1626 навколо замку, міста розпочали насипати оборонний вал бастіонних укріплень згідно з вимогами староголанської фортифікаційної школи. Поміж валом і мурами міста пролягав заводнений рів. Можливо, при спорудженні оборонної лінії був повністю чи частково ліквідований сад біля замку. 
На протилежному березі річки Свині з наказу Жолкевського заклали 1606 Звіринець, де для полювання вирощували і утримували зубрів (Bison bonasus), оленів (Cervus elaphus), сарн (Capreolus Gray, 1821), кабанів (Sus scrofa) та інших тварин, птахів. Звіринець проіснував до межі XVIII ст., коли з вступом Речі Посполитої до Великої Північної війни через Руське воєводство розпочалось проходження іноземних військ. Тоді розпочався занепад Жовкви зокрема після значних пожеж 1695, 1699, 1717 років. Про Звіринець донині нагадує міська брама «Звіринецька», через яку виїздили з міста в його стороні і на полювання. Біля Звіринецької брами русло Свині перегороджувала гребля, внаслідок чого три сторони замку оточував великий ставок.

### Період Собеських

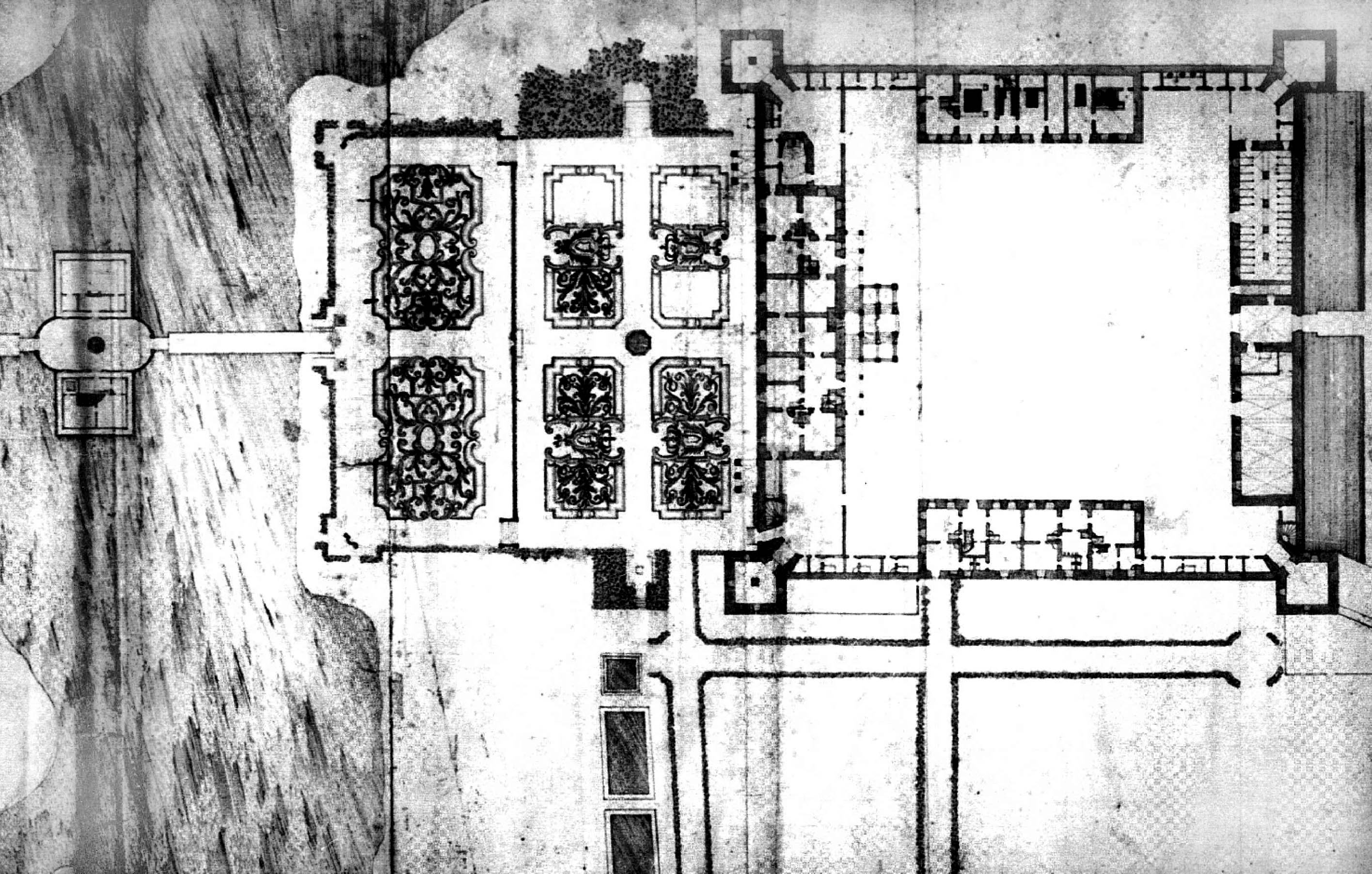
План замку і терас парку Антоніо Кастеллі. 1740

Замок, тераси парку і став на панорамі Жовкви кінця XVII ст. Автор Качор І. В.

Новий розвиток замку настав після 1674, коли його визначив на свою приватну резиденцію онук Станіслава Жолкевського, король Ян III Собеський. Для нього було ґрунтовно перебудоване південно-західне крило замку у двоповерхову палацову резиденцію. З двох сторін обабіч палацу в оборонному мурі пробили проходи до двох примурованих ванькирів з відкритими підсіннями на рівні нижнього ярусу. Під ним зовні на двох терасах розбили регулярний парк, закритий з трьох сторін високими зеленими шпалерами. На верхній терасі було розбито чотири видовжені прямокутні квіткові партери з орнаментальним декором, посередині яких викладений герб «Янина». У поясненні до тогочасного плану парку були згадані чотири обсаджені букшпаном (Buxales) партери, два з гербами, два з різними квітами. Посеред тераси на місці пересічення алей розміщувався обмурований мармуром фонтан з восьмигранним басейном. Центральну поперечну алею з двох сторін замикали альтанки для відпочинку у прохолоді з лавами, кам'яним столом, що виступали за обріз тераси. Спереду верхня тераса була обмежена кам'яною балюстрадою з сходами по краях на більш вузьку нижню терасу, де розміщувались два великі фігурні партери з орнаментальними квітковими узорами. Узори нагадують тодішні популярні зразки Луї Ліже («Новий сільський будинок». 1700, «Універсальна культура квітів, дерев, чагарників для облаштування садів») та А. Ж. Дезальє д'Аргенвілля. По центру підпорного муру поміж терасами розміщена ніша з лавою для відпочинку. У двох зовнішніх наріжниках тераси містились квадратні екседри з стоячими оголеними постатями. По центру знаходився вихід на поміст, що вів через ставок. Вхід обрамовували фігури двох колосів з позолоченими коронами на головах. Поміст на дерев'яних палях вів до Звіринця. Посеред ставу поміст розширювався і з двох сторін були прибудовані два павільйони лазні з сіньми на три відділення, великою кімнатою, яка у південному павільйоні була розділена на два приміщення. Всередині і зовні вони були облицьовані 1681 кахлями. Там стояли позолочені ванни, були вимурувані каміни. Посеред павільйонів на помості стояв великий фонтан з олов'яної бляхи з дерев'яним стовпом по центру, на якому була встановлена мідна ванна з бронзовим орлом з розпростертими крилами, через якого подавалась з труб вода. Згідно збережених документів план парку після 1674 особисто затверджував Ян ІІІ, визначивши розмір парку, розпланування терас, розташування лазні, паркових скульптур. З іншої сторони помосту за ставком насадили фруктовий сад королеви Марисеньки, де садівник-італієць також опікувався квітами, вишнями (Cerasus), смородиною (Ribes), виноградом (Vitis). Дорога завдовжки 1 км вела від помосту до літнього палацу на горі Гарай (365 м), збудованого близько 1677 року. 
У липні 1681 садівнику Йонасу наказали обсадити партери букшпаном від ставків за планом Якуба Кохановича. Впродовж 1688–1689 років монтували труби до лазні, посилювали мур поміж терасами, заміняли палі помосту, замовляли фігури до саду. Можливо, декор лазень Константій і Якуб Собеські зосередили зусилля на Звіринці, де збудували чи реконструювали невеликий палацик. Інвентар 1726 згадує лазню з колекцією картин і скульптур. Безіменний французький абат F. de P. у «Relations d'un voyage de Pologne, fait dans les annees 1688 et 1689» (видання Париж. 1858) описував 1688 згадував скляні павільйони у Звіринці, парк з густими гаями і розлогими галявинами, де бігали олені і сарни. Біля замку у парку йшли каштанова і модринова алеї, чиї залишки збереглись донині. Дорога через став вела до літнього палацу короля на горі Горай, збудованому 1688 року. Тут Ян ІІІ любив вечеряти з довіреними особами . Взимку від 26 грудня 1706 по 30 квітня 1707 у замку прожив московський цар Петро І. Декотрі дослідники вважають, що це перебування мало значний вплив на закладення царем у своєму царстві до того там небачених європейських палаців, садів.

### Період Радзивіллів
Жовкву купив 1740 великий гетьман литовський Михайло Казимир Радзивілл (Рибонька), для якого провів перебудову замку італійський архітектор Антоніо Кастеллі. План замку, прилеглого парку збереглись завдяки плану 1740 року, що нині зберігається у Центральному Державному історичному архіві у Санкт-Петербурзі. Крім зображення квіткових партерів на терасах, лазні на ньому видно відсутність заводненого рову, валу з бастіонами навколо замку і закладені прогулянкові алеї вздовж південно-східної сторони замку на території сучасного парку. Радзивілл наказав садівнику Ейсимонту відремонтувати лазню, підсипати насипи під огорожею парку, відремонтувати альтанку на Гораю, де 1752 ґрунтовно реставрували літній палац. Усі роботи завершили до 1755 і це була остання згадка позаміського літнього палацу. При перебудові замку до 1750 замурували підсіння, через які йшов вихід на верхню терасу парку. Після смерті Кастеллі 1750 доглядом за замком, парком займались привезені з Несвіжа архітектори Володзко, Якуб Ян вон Берг, Якуб Фричинський. Занепад замку, регулярного парку розпочався після смерті 1762 Михайла Казимира «Рибонько» Радзівілла.

### Після магнатський період

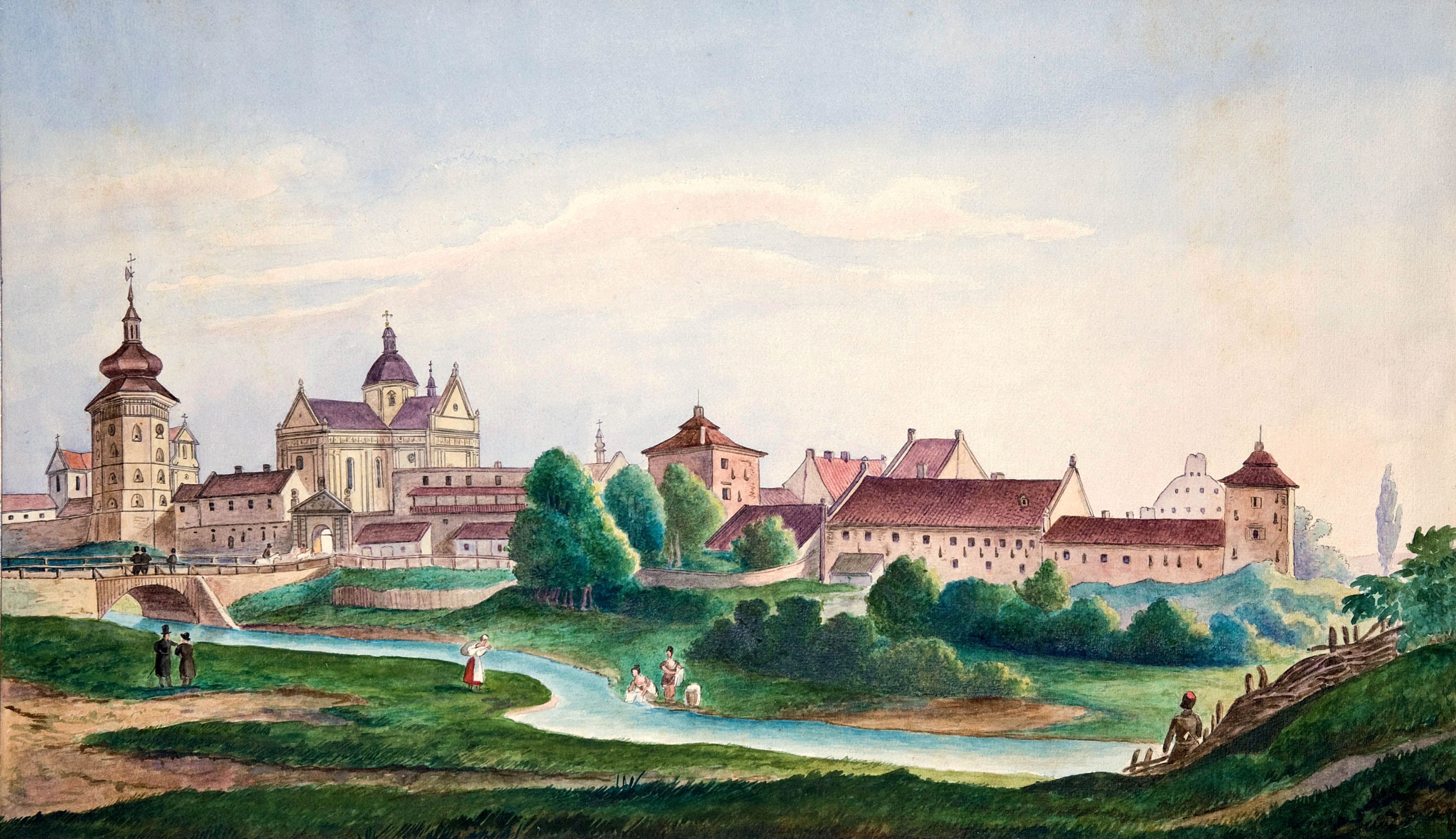
Замок і парк на літографії Яворського 19 ст.

Після поділу Речі Посполитої 1772 замок перейшов у державне володіння і 1787 його купив на аукціоні Адам Юзефович. Він не мав претензій і коштів для утримання магнатської резиденції, тим більше прилеглого парку. Замок перебудували у прибуткову будівлю, здаючи квартири в найм. Тоді було зруйновано літній палац на Гораї, закинуто парк на терасах та Звіринець. Із прокладенням залізниці через Жовкву 1887 року був перетятий колією зв'язок поміж парком, звіринцем і Гораєм, що привело до втрати значення давніх алей. Простір поміж залізничним вокзалом і замком поступово перетворився на міський парк. При розбиранні фортифікацій було знищено греблю і спущено ставок, що докорінно змінило рельєф навколо замку.
Новий власник з 1852 Артур Ґлоґовський розпочав розбирати замкові мури біля палацу, що викликало спротив громади Жовкви, і що призвело до остаточної ліквідації парку на терасах. У 1910 року розробили проект створення природного резервату «Модринова алея на Гарай», яку 1919 оголосили пам'яткою природи Розточчя. 
Зрештою 1890 з корпуси замку викупило місто, один держава, розпочавши ґрунтовну перебудову під гімназію, для урядових закладів міста, повіту під керівництвом інженера Топольницького. При проведенні через Жовкву залізничної колії остання перетяла дорогу, алеї, що пов'язували замок з Гараєм. 
До наших днів у парку збереглось до 70 видів рослин, дерев проти 700 у час його розквіту. На даний час розглядається можливість відтворення декотрих композиційних елементів давнього парку, що вимагає значних капітальних вкладів.

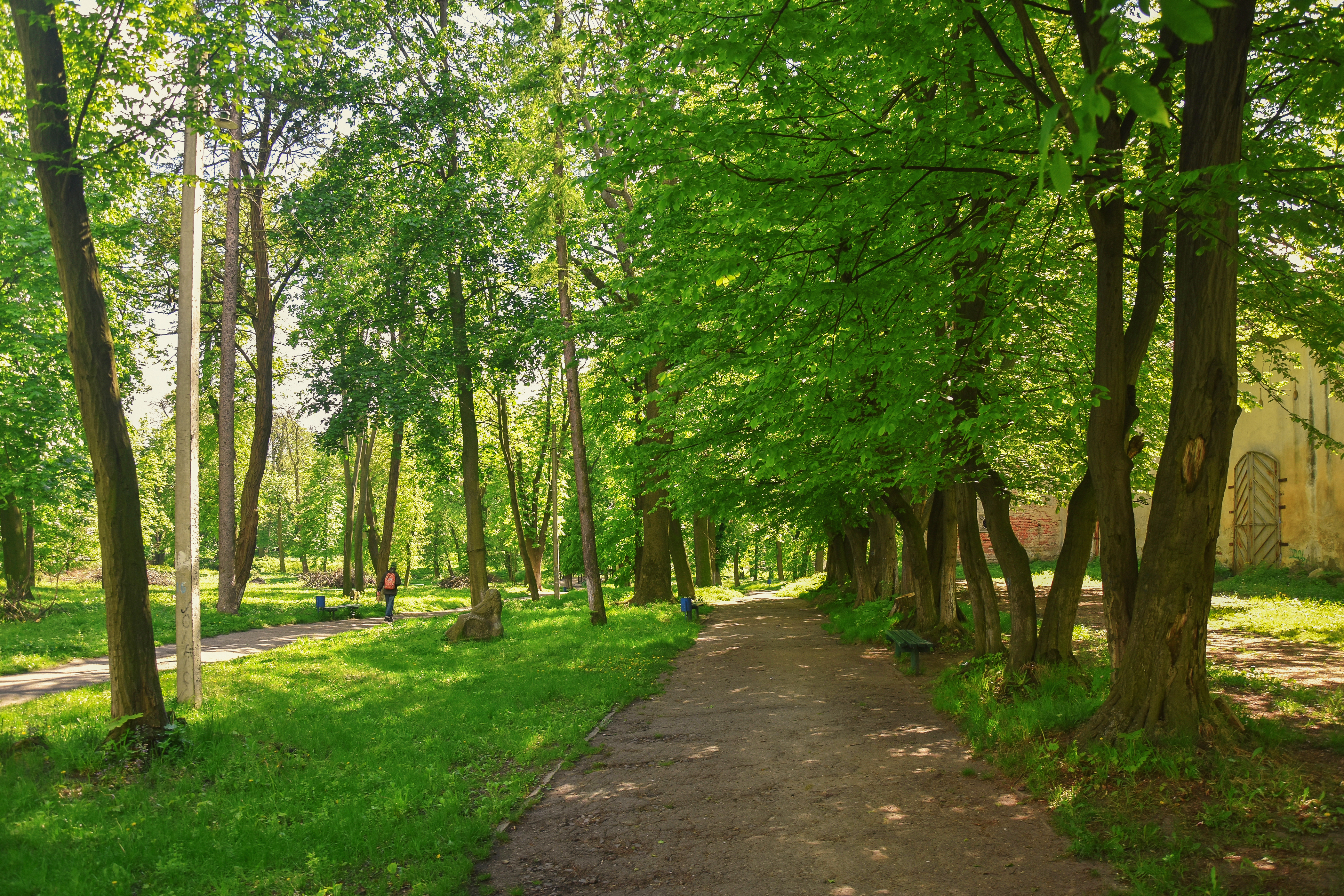
Замок навесні 2017 року